# Ловенецкий, Степан Александрович
Степан Александрович Ловенецкий (26 октября 1923 — 24 октября 1944) — участник Великой Отечественной войны, Герой Советского Союза. Сержант, механик-водитель самоходной артиллерийской установки САУ-76 1815-го самоходного артиллерийского полка 4-го гвардейского кавалерийского корпуса.

## Биография
Родился в деревне Филатово ныне Круглянского района Могилёвская области.
В 1927 году родители в поисках заработка переехали в Вологду. Здесь будущий герой окончил семилетнюю железнодорожную школу № 8 (МОУ «СОШ № 39» города Вологды), а потом пошёл работать на железнодорожный транспорт. В 1942 году юношу призвали в ряды Красной Армии. Окончив краткосрочные курсы младших командиров, он стал водителем самоходного орудия и был направлен на фронт. Вначале воевал на Кавказе. Был награждён медалью «За отвагу» за освобождение города Несвижа (Белоруссия) 12 августа 1944 года.
В октябре 1944 года в боях за венгерский город Надьбайом Ловенецкий, умело маневрируя, помог экипажу подбить 3 вражеских танка и даже тяжело раненый продолжал сражаться. Погиб в этом бою. Награждён орденом Отечественной войны 2 степени 27 октября 1944 года. 28 апреля 1945 года Ловенецкому было посмертно присвоено звание Героя Советского Союза.

## Память
В Вологде одна из улиц названа в честь Ловенецкого. На этой же улице на доме №1 находится мемориальная доска. В деревне Филатово, где родился Ловенецкий, его именем также названа одна из улиц и в 1967 году установлен памятник.
14 ноября 2014 года школе №39 в Вологде было присвоено имя Ловенецкого.
В мае 2025 года в Вологде на доме №15 на улице имени героя появился мурал, посвященный Ловенецкому.